# 恋のサバイバルナイトフィーバー
「恋のサバイバルナイトフィーバー」（こいのサバイバルナイトフィーバー）は、2002年5月22日にリリースされたサカノウエヨースケの5枚目のシングル。発売元はアンティノスレコード。

## 概要
浅倉大介がプロデュースを手掛けた最後のシングル。タイトル曲「恋のサバイバルナイトフィーバー」はフジテレビ系『ジャンクSPORTS』エンディングテーマとテレビ神奈川『saku saku』 2002年5月度エンディングテーマに起用された。
収録曲はすべて1stアルバム『TOY』に収録されている。

## 収録曲
1. 恋のサバイバルナイトフィーバー
  - 作詞・作曲：サカノウエヨースケ　編曲：E's arm
2. 甘いサヨナラ
  - 作詞・作曲：サカノウエヨースケ　編曲：Ravenjam Factory
3. 恋のサバイバルナイトフィーバー (オリジナルカラオケ)